# Popov (Kostelec)
Popov je malá vesnice a část obce Kostelec v okrese Tachov v Plzeňském kraji. Nachází se čtyři kilometry severovýchodně od Kostelce. Prochází zde silnice II/203. Popov leží v katastrálním území Popov u Stříbra o rozloze 1,81 km².

## Historie
První písemná zmínka o vesnici pochází z roku 1272.

## Obyvatelstvo
| Rok            | 1869 | 1880 | 1890 | 1900 | 1910 | 1921 | 1930 | 1950 | 1961 | 1970 | 1980 | 1991 | 2001 | 2011 | 2021 |
| -------------- | ---- | ---- | ---- | ---- | ---- | ---- | ---- | ---- | ---- | ---- | ---- | ---- | ---- | ---- | ---- |
| Počet obyvatel | 114  | 129  | 123  | 107  | 104  | 90   | 83   | 40   | 35   | 22   | 22   | 25   | 24   | 19   | 19   |
| Počet domů     | 16   | 16   | 19   | 20   | 21   | 20   | 20   | 13   | 13   | 7    | 7    | 8    | 8    | 9    | 9    |

## Obecní správa
Při sčítání lidu v letech 1850–1949 Popov byl samostatnou obcí v okrese Stříbro. V letech 1950–1976 byl částí obce Ostrov u Stříbra, se kterým patřil nejprve do okresu Stříbro, ale od roku 1960 v okrese Tachov. Od 30. dubna 1976 do 31. prosince 1979 byl částí obce Kostelec v okrese Tachov. Od 1. ledna 1980 do 31. prosince 1988 byl částí města Kladruby v okrese Tachov. Od 1. ledna 1989 je opět částí obce Kostelec v okrese Tachov.

## Další fotografie

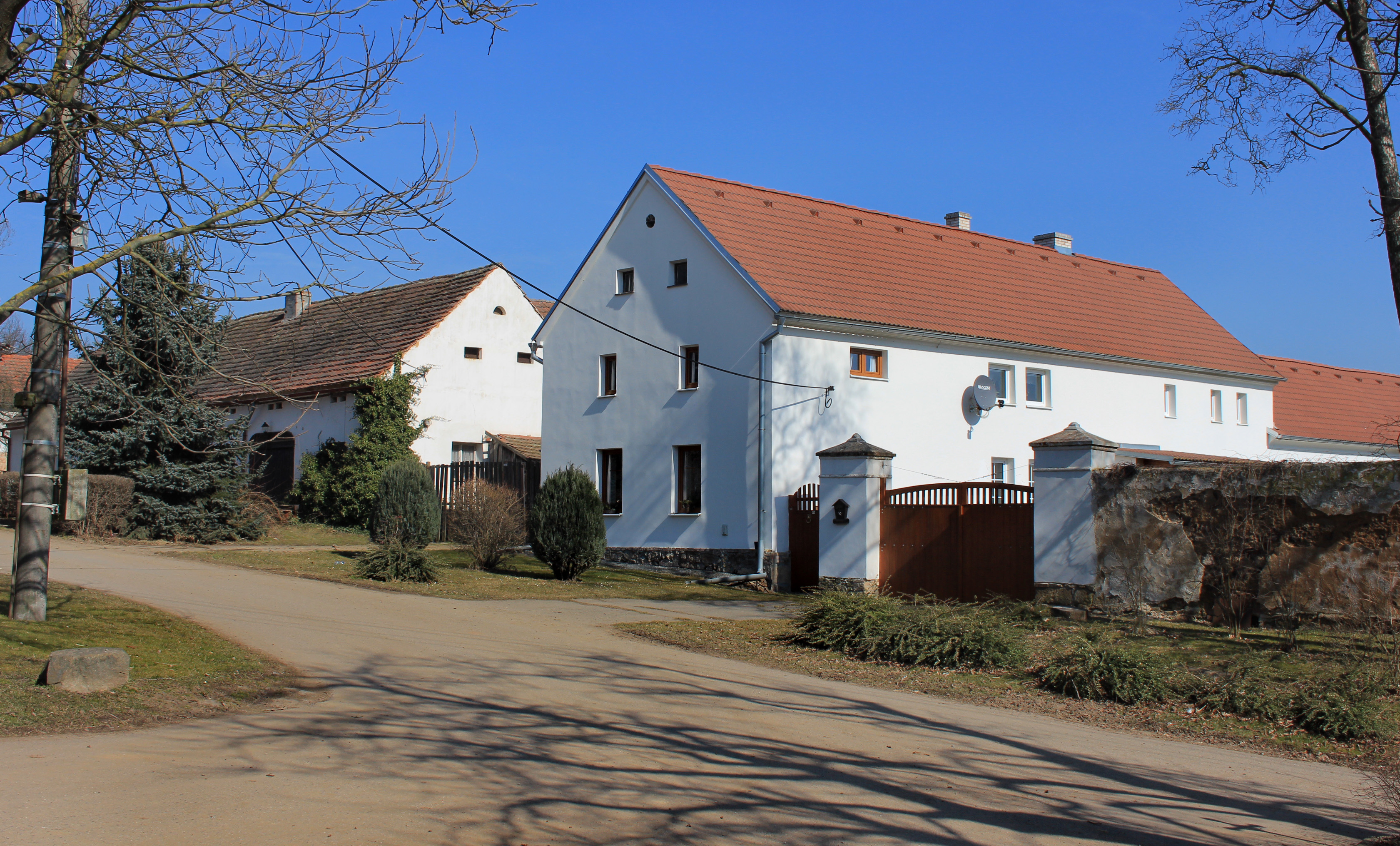
Domy na návsi
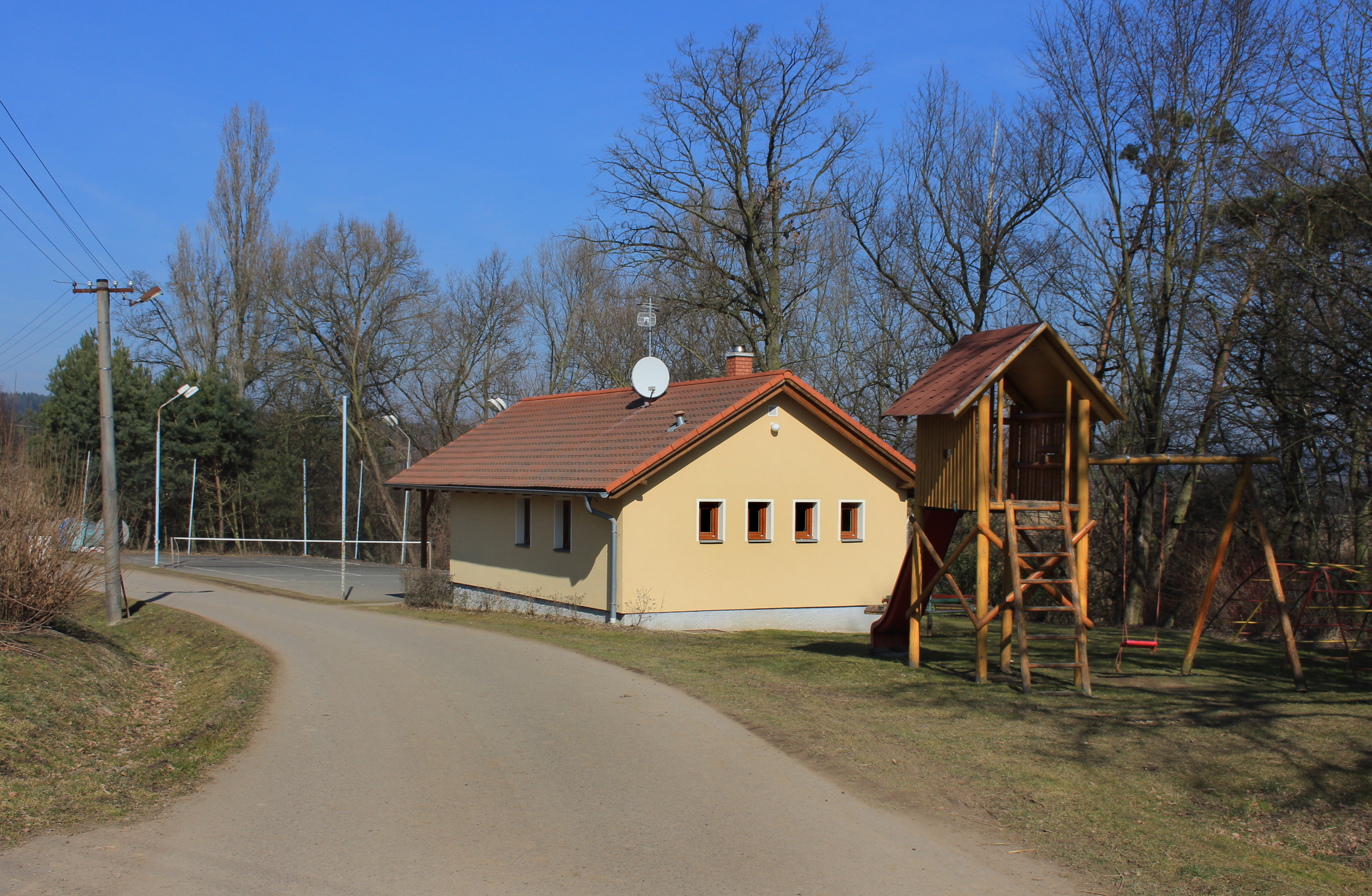
Hřiště u rybníka
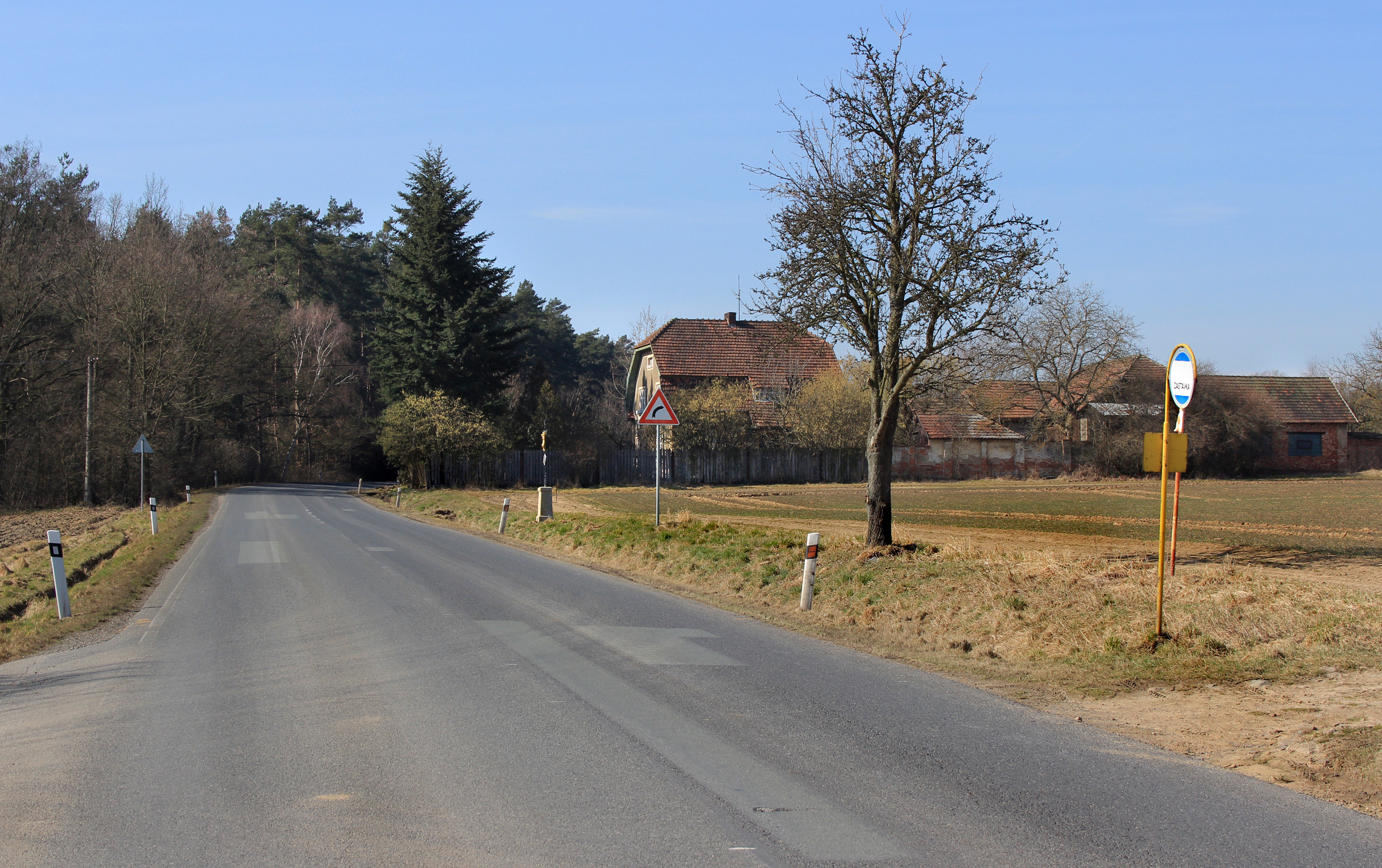
Zastávka u hlavní silnice